# Torneo Internazionale dei Club Campioni 1952
Il Torneo Internazionale dei Club Campioni 1952, più noto come Copa Rio 1952, è stato la seconda edizione del torneo.
La manifestazione si sarebbe dovuta disputare nel 1953, ma venne anticipata su richiesta del Fluminense, intenzionato a far coincidere la Copa Rio con le celebrazioni del proprio cinquantenario. Diversamente dalla prima, questa edizione patì gravi carenze organizzative, che a giugno ne avevano fatto annunciare la cancellazione: fu solo l'intervento diretto del club di Rio de Janeiro nella gestione del torneo a risolvere l'impasse. Il ritardato inizio comportò comunque la mancata partecipazione delle compagini italiane ed argentine, che avevano preso altri impegni all'annuncio della cancellazione.
L'edizione è stata citata in un comunicato della federazione mondiale, ad una famosa testata giornalistica brasiliana, come torneo pionieristico (non ufficiale) di rilevanza mondiale. Anche il Fluminense, come il Palmeiras vincitore nel 1951, ha chiesto alla FIFA un riconoscimento come titolo mondiale ufficiale per il torneo, ma entrambe le richieste, dopo varie risoluzioni, hanno avuto esito negativo.

## Squadre
| N° | Squadra                   | Qualificazione                         | Confederazione | Note     |
| -- | ------------------------- | -------------------------------------- | -------------- | -------- |
| 1  | Racing Club de Avellaneda | Campione Argentina 1951                | CONMEBOL       | Rinuncia |
| 2  | Fluminense                | Campione Rio de Janeiro 1951 (Brasile) | CONMEBOL       |          |
| 3  | Palmeiras                 | Campione Copa Rio 1951                 | CONMEBOL       | Rinuncia |
| 4  | Corinthians               | Campione San Paolo 1951 (Brasile)      | CONMEBOL       |          |
| 5  | Libertad                  | 2° Paraguay 1952                       | CONMEBOL       |          |
| 6  | Peñarol                   | Campione Uruguay 1951                  | CONMEBOL       |          |
| 7  | Austria Wien              | 2a Austria 1951-1952                   | EUROPA         |          |
| 8  | 1. FC Saarbrücken         | 2° Germania 1951-1952                  | EUROPA         |          |
| 9  | Juventus                  | Campione Italia 1951-1952              | EUROPA         | Rinuncia |
| 10 | Sporting Lisbona          | Campione Portogallo 1951-1952          | EUROPA         |          |
| 11 | Grasshopper-Club          | Campione Svizzera 1951-1952            | EUROPA         |          |

## Incontri

### Gruppo di Rio de Janeiro
Tutte le partite furono giocate allo stadio Maracanã.
| Squadre          | G | V | N | P | GF | GS | DR | Punti |
| ---------------- | - | - | - | - | -- | -- | -- | ----- |
| Fluminense       | 3 | 2 | 1 | 0 | 4  | 0  | 4  | 5     |
| Peñarol          | 3 | 2 | 0 | 1 | 4  | 4  | 0  | 4     |
| Sporting CP      | 3 | 1 | 1 | 1 | 3  | 4  | -1 | 3     |
| Grasshopper-Club | 3 | 0 | 0 | 3 | 1  | 4  | -3 | 0     |

 Peñarol -  Grasshopper-Club 1-0
13 luglio:  Fluminense -  Sporting CP 0-0
 Peñarol -  Sporting CP 3-1
17 luglio:  Fluminense -  Grasshopper-Club 1-0
 Sporting CP -  Grasshopper-Club 2-1
20 luglio:  Fluminense -  Peñarol 3-0

### Gruppo di San Paolo
Tutte le partite furono giocate allo stadio Pacaembu.
| Squadre           | G | V | N | P | GF | GS | DR  | Punti |
| ----------------- | - | - | - | - | -- | -- | --- | ----- |
| Corinthians       | 3 | 3 | 0 | 0 | 14 | 3  | 11  | 6     |
| Austria Wien      | 3 | 2 | 0 | 1 | 10 | 5  | 5   | 4     |
| Libertad          | 3 | 1 | 0 | 2 | 7  | 11 | -4  | 2     |
| 1. FC Saarbrücken | 3 | 0 | 0 | 3 | 3  | 15 | -12 | 0     |

 Austria Wien -  Libertad 4-2
13 luglio:  Corinthians -  1. FC Saarbrücken 6-1
16 luglio:  Austria Wien -  1. FC Saarbrücken 5-1
 Corinthians -  Libertad 6-1
19 luglio:  Libertad -  1. FC Saarbrücken 4-1
 Corinthians -  Austria Wien 2-1

### Semifinali
- Semifinale di San Paolo

 Corinthians -  Peñarol 2-1
 Corinthians -  Peñarol n.d. per forfait Peñarol
- Semifinale di Rio de Janeiro

23 luglio:  Fluminense -  Austria Wien 1-0
27 luglio:  Fluminense -  Austria Wien 5-2

### Finali
Entrambe le partite furono giocate allo stadio Maracanã.
30 luglio:  Fluminense -  Corinthians 2-0
2 agosto:  Fluminense -  Corinthians 2-2